# ستيفن جونسون فيلد
ستيفن جونسون فيلد (بالإنجليزية: Stephen Johnson Field)‏ هو محامي وقاضي وسياسي أمريكي، ولد في 4 نوفمبر 1816 في الولايات المتحدة، وتوفي في 9 أبريل 1899 بواشنطن العاصمة في الولايات المتحدة. حزبياً، نشط في الحزب الديمقراطي. انتخب عضو جمعية ولاية كاليفورنيا وانتخب معاون قاضي في المحكمة العليا للولايات المتحدة (10 مارس 1863 – 1 ديسمبر 1897).

## روابط خارجية
- ستيفن جونسون فيلد على موقع الموسوعة البريطانية (الإنجليزية)
- ستيفن جونسون فيلد على موقع إن إن دي بي (الإنجليزية)